# Miel Louw
Miel Louw (26 mei 1933 - Leuven, 8 december 2007) was een Belgisch journalist in dienst van de Belgische Radio en Televisie.
Louw was vanaf 1961 een nieuwslezer voor Het Journaal, van 1968 tot 1973 reporter voor Echo, van 1974 tot 1991 presentator van het consumentenprogramma Wikken en Wegen en in 1992 het automagazine ABC-auto. In 1993 ging Louw met pensioen.
Hij overleed in het ziekenhuis aan de gevolgen van longkanker.